# Hertekamp
La Hertekamp è stata una squadra maschile belga di ciclismo su strada, attiva nel professionismo dal 1970 al 1973; dal 1974 al 1988 la Hertekamp è stata attiva nel mondo del Ciclocross. I principali successi ottenuti su strada furono colti nel 1971, dove Georges Pintens vinse il Tour de Suisse e la Milano-Torino e la Parigi-Tours con Rik Van Linden.

## Cronistoria

### Annuario
| Anno | Codice | Nome                     | Cat. | Biciclette | Dirigenza                                              |
| ---- | ------ | ------------------------ | ---- | ---------- | ------------------------------------------------------ |
| 1970 | -      | Hertekamp-Magniflex-Novy | Pro  | Novy       | Dir. sportivi: Florent Vanvaerenbergh, Luc Landuyt     |
| 1971 | -      | Hertekamp-Magniflex-Novy | Pro  | Novy       | Dir. sportivi: Florent Vanvaerenbergh, Carlo Menicagli |
| 1972 | -      | Hertekamp                | Pro  | Plume      | Dir. sportivi: Henri De Wolf                           |
| 1973 | -      | Hertekamp                | Pro  | Plume      | Dir. sportivi: Henri De Wolf                           |

## Palmarès

### Grandi Giri
- Giro d'Italia

Partecipazioni: 2 (1970, 1971)
Vittorie di tappa: 0
Vittorie finali: 0
Altre classifiche: 0
- Tour de France

Partecipazioni: 0
- Vuelta a España

Partecipazioni: 1 (1970)
Vittorie di tappa: 1
1 nel 1970: Jean Ronsmans
Vittorie finali: 0
Altre classifiche: 0